# Магдій Михайло Ількович
Михайло Ількович Магдій (6 лютого 1906, с. Носів, нині Тернопільського району Тернопільської області, Україна — 3 листопада 1983, м. Івано-Франківськ) — український музикант, фольклорист, самодіяльний композитор. Заслужений артист України (1956).

## Життєпис
Закінчив школу керівників духових оркестрів у м. Кельцях (Польща).
1920-ті — керівник духових оркестрів у селах Великі Гаї і Велика Березовиця, нині Тернопільського району, містечку Козлів (нині смт Козівського району), грав в оркестрі Міщанського братства (м. Тернопіль).
Від 1931 — у м. Станиславів (нині Івано-Франківськ), де працював у духових оркестрах братів Альбертинів і товариства «Зоря»; у 1939—1941 — методист обласного будинку творчості, 1941—1944 — вчитель музичної школи.
Один із фундаторів Державного гуцульського ансамблю пісні й танцю, керівник оркестрової групи (1944—1960).

## Творчість
Автор вокально-хореографічних сюїт «Над Черемошем», «Олекса Довбуш», «Проводи на полонину», музики до пісень «Моя гуцулочка», «Киптарик», «Грай, сопілко», численних обробок народних пісень, зокрема «Летять галочки», «Вербовая дощечка» тощо.